# 최서해
최서해(崔曙海, 본명: 최학송, 본명 한자: 崔鶴松, 1901년 1월 21일~1932년 7월 9일)는 일제강점기 시대의 시인 및 소설가 겸 수필 작가로, 대한제국 함경북도 성진 출생이다. 서해(曙海)라는 아호로도 유명하다.
1918년 《학지광》에 시 《우후정원의 월광》을 통하여 시인으로 등단하였으며, 1924년 《조선문단》에 소설 《고국》을 통하여 소설가로 등단하였다.
그의 4번째 부인 조분녀 여사는 시조 시인 조운 작가의 배다른 서얼 누나이기도 하다.

## 생애
본은 해주(海州)로, 함경북도 성진군 학중면 임명동리에서 소작인 겸 한의사(소작농 최씨 집안)의 아들로 출생하였고, 지난날 한때 함경북도 길주군 길주읍에서 잠시 유아기를 보낸 적이 있으며, 그 후 함경북도 길주군 학성면에서 잠시 유년기를 보낸 적이 있는 그는, 1909년에 아버지가 간도로 이주하면서 어머니와 함께 성진에서 거주하였다. 최서해는 한문 공부와 보통학교 중퇴가 학업의 전부였지만, 《청춘》, 《학지광》 등의 문학 잡지 등을 읽으면서 스스로 문학 공부를 하였다. 1918년부터 1924년까지 간도와 회령군에서의 유랑 생활 경험 등을 바탕으로 가난과 지주들의 착취 때문에 고통받던 농민(민중)들의 삶을 담아내었다. 방인근이 경영하던 조선문단사에 들어가 작품 활동을 시작하였다. 1924년 《조선문단》에 《고국》을, 이듬해에는 《탈출기》를 발표하여 문단의 총아가 되었다. 그 후 《기아》, 《살륙》, 《홍염》, 《큰물 진 뒤》 등 자신의 체험을 바탕으로 극빈자의 고투와 자연 발생적인 반항을 주제로 한 많은 작품을 썼다. 스스로가 체험하지 않은 것은 쓰지 않는다고 밝히고 자신의 경험을 소재로 1920년대의 식민지 시대 일제강점기 조선의 상황, 삶의 터전을 빼앗긴 이농민들의 좌절과 해결책이 없는 나날의 절망을 사실 그대로 표현하였다. 1925년 ‘프로 예맹’에 가입했고, 《중외일보》의 학예부 기자를 거쳐 《매일신보》의 학예부장 등을 역임하였다. 1932년 위문협착증으로 수술을 받다가 32세의 나이로 세상을 떠났다.

## 작품

### 작품 관련 성향
최서해는 카프파의 소설가로 유명하지만 그가 가장 처음으로 발표한 작품은 〈우후정원의 월광〉을 포함한 세 편의 시작(詩作)이다. 제대로 된 교육을 받지는 못하였지만, 훗날 장성하여 이외 서간을 통해 연락을 주고받던 사이인 이광수의 소개로 1918년 《학지광》에 앞서 언급한 세 편의 시를 발표하게 된다. 이후 그는 첫 작품 발표의 감격을 '아무리 길을 걷다가도 밥을 먹다가도 심부름을 가다가도 펴서 읽었지만, 읽고 또 읽어도 싫지 않았다'고 회상하기도 하였다.

### 소설
- 《고국》(故國), 1924년
- 《탈출기》(脫出記), 1925년
- 《홍염》(紅焰), 1927년
- 《이중》(二重), 1927년
- 《큰물 진 뒤》
- 《혈흔》(血痕)
- 《토혈》(吐血)
- 《해돋이》

### 시
- 〈우후정원의 월광〉
- 〈추교의 모색〉
- 〈반도청년에게〉

## 주요 경력

### 학력
- 대한제국 함경북도 성진보통학교 1학년 중퇴(1907년)

### 청년 시절 경력
- 경성일보 학예부 기자(1919년~1921년)
- 상하이 고려공산당 당무위원(1921년~1922년)
- 카프 총무위원 겸 사무위원(1925년~1926년)
- 시대일보 학예부 기자(1926년)
- 중외일보 학예부 기자(1926년~1927년)
- 중외일보 학예부 차장(1927년~1928년)
- 중외일보 학예부 부장(1928년~1929년)
- 경성매일신보 학예부 부장(1929년~1931년)

## 가족 및 친인척 관계
최서해는 짧고 젊기 짝없는 일평생 동안 4번 결혼하였지만, 3명의 전처들은 병으로 모두 상배(사별)하고 1926년에 4번째 부인 조분녀와 마지막 결혼(4혼)을 하였으며, 4명의 부인한테는 1명씩의 소생 자식을 얻어 4남매(2남 2녀)를 두었다.
- 배우자(4번째 부인) : 조분녀(曺粉女, 1893년 8월 9일~1982년 9월 23일(89세), 1906년 대한제국 전라남도의 영광소학교[주 2] 졸업. 1926년 일제 시대 함경북도 청진부에서 재혼.)
  - 자녀 : 슬하 2남 2녀[주 3]
- 처남[주 4] : 조운(曺雲, 1900년 7월 22일~?, 시조 시인[주 5][주 6] 겸 대학 교수.)

### 내용주
1. ↑  1913년에 간도에서 결혼, 1918년에 함북 회령군에서 첫 사별, 1919년에 경성부에서 재혼, 1922년에 상하이에서 두번째 사별, 1923년에 상하이에서 3혼, 1925년에 평남 평양에서 세번째 사별까지 한, 모두 전처 3명.
2. ↑  조분녀(최서해의 마지막 사취 부인)는 대한제국(조선)의 전라남도 영광 영광읍 도동리 지역에 있었던 창녕 조씨 집안의 서녀(庶女)로, 부군 최서해 작가보다 8년 연상녀 사취 부인(4번째 부인)이자 마지막 아내.
3. ↑  최서해의 생전에 맏딸(첫째, 사별 초배 소생)과 맏아들(둘째, 사별 계배 소생)이 어렸을 때 병으로 인하여 둘 모두 요절 후 막내딸(셋째, 사별 삼취 소생)과 막내아들(넷째, 4번째 부인 조분녀의 유일무이 소생)만 남음.
4. ↑  사취 처갓댁 배다른 서얼 손아랫처남.
5. ↑  본명(本名): 조주현(曺柱鉉), 배다른 자형인 최서해 작가보다 1살 많은 이복 손아랫처남으로, 1917년 일제강점기 전라남도의 목포상업학교를 졸업하였으며, 1929년 결혼하였고, 16년 후 을유 광복(1945년 8·15 해방)을 목도한 이후에는 1947년 2월부터 같은 해 8월까지 동국대학교 국어국문학과 교수 등을 6개월 동안 지냈으며 이듬해 1948년 3월 당시 자신의 직계 일가족들을 모두 함께 동반하여 북괴 수도(평안남도 평양)로 월북.)
6. ↑  조분녀(최서해의 마지막 사취 부인이자 4번째 부인.)의 친정 이복 서제(庶弟, 배다른 서얼 남동생.)

### 참조주
1. ↑  최서해, 〈그립은 어린 때〉, 《조선문단》 6호, p. 75.